# Список квадранглів на Меркурії
Поверхня планети Меркурій була поділена на п'ятнадцять квадранглів, позначених H-1 до H-15 («H» означає Гермес, грецький еквівалент Меркурія). Квадрангли названі на честь помітних поверхневих елементів, видимих у кожній області. Квадрангли спочатку були названі на честь особливостей альбедо, оскільки це були найвидатніші особливості, видимі до того, як картографування було виконано космічним кораблем. Картографування, виконане за зображеннями, отриманими під час прольотів Mariner 10 у 1974 та 1975 роках, призвело до того, що дев'ять із квадранглів були перейменовані за нещодавно нанесеними на карту видатними об'єктами. Решта шість квадранглів були повністю не нанесені на карту Mariner 10 і все ще згадувалися за назвами особливостей альбедо. Після прибуття MESSENGER на орбіту в 2011 році ці шість квадранглів були нанесені на карту та перейменовані. Основна мозаїка, яка використовується в нових картах, була виготовлена командою MESSENGER із орбітальними зображеннями та опублікована системою планетних даних NASA 8 березня 2013 року. Ця глобальна мозаїка включає 100 % покриття поверхні Меркурія.
| Назва        | Позначення | Одноіменний до      | Назва особливості альбедо   | Площа                                           | Карта Mariner 10 | Поточна карта | Примітки                                                                                            |
| ------------ | ---------- | ------------------- | --------------------------- | ----------------------------------------------- | ---------------- | ------------- | --------------------------------------------------------------------------------------------------- |
| Borealis     | H-1        | Borealis Planitia   | Borea                       | Північний полюс до 67° широти                   |                  |               | Попередня назва «Гете», але перейменовано Міжнародним астрономічним союзом у 1976 році (IAU, 1977). |
| Victoria     | H-2        | Victoria Rupes      | Aurora                      | від 0 до 90° довготи, від 21 до 66° широти      |                  |               | |
| Shakespeare  | H-3        | КратерShakespeare   | Caduceata                   | від 90 до 180° довготи, від 21 до 66° широти    |                  |               | |
| Raditladi    | H-4        | Raditladi Basin     | Liguria                     | від 270 до 180° довготи, від 21 до 66° широти   | відсутня         |               | |
| Hokusai      | H-5        | Кратер Hokusai      | Apollonia                   | від 360 до 270° довготи, від 21 до 66° широти   | відсутня         |               | |
| Kuiper       | H-6        | Кратер Kuiper       | Tricrena                    | від 0 до 72° довготи, від −22 до 22° широти     |                  |               | |
| Beethoven    | H-7        | Кратер Beethoven    | Solitudo Lycaonis           | від 72 до 144° довготи, від −22 до 22° широти   |                  |               | |
| Tolstoj      | H-8        | Кратер Tolstoj      | Phaethontias                | від 144 до 216° довготи, від −22 до 22° широти  |                  |               | Попередня назва «Tir», але перейменована Міжнародним астрономічним союзом у 1976 році (IAU, 1977).  |
| Eminescu     | H-9        | Кратер Eminescu     | Solitudo Criophori          | від 216 до 288° довготи, від −22 до 22° широти  | відсутня         |               | |
| Derain       | H-10       | Кратер Derain       | Pieria                      | від 288 до 360° довготи, від –22 до 22° широти  | відсутня         |               | |
| Discovery    | H-11       | Discovery Rupes     | Solitudo Hermae Trismegisti | від 0 до 90° довготи, від −21 до −66° широти    |                  |               | |
| Michelangelo | H-12       | Кратер Michelangelo | Solitudo Promethei          | від 90 до 180° довготи, від −21 до -66° широти  |                  |               | |
| Neruda       | H-13       | Кратер Neruda       | Solitudo Persephones        | від 180 до 270° довготи, від −21 до –66° широти | відсутня         |               | |
| Debussy      | H-14       | Кратер Debussy      | Cyllene                     | від 270 до 360° довготи, від −21 до −66° широти | відсутня         |               | |
| Bach         | H-15       | Кратер Bach         | Australia                   | Південний поліс до −67° широти                  |                  |               | |

## Схема квадранглів
Взаємне розташування квадранглів на поверхні Меркурія (Північ знаходиться вгорі):